# Фауна України
Тваринний світ України відрізняється розмаїтим видовим складом і нараховує майже 45 тисяч видів тварин.

## Фауна безхребетних
В Україні відомо понад 35 тис. комах, майже 3,5 тис. інших членистоногих, 1800 найпростіших, 1600 круглих червів, 1280 плоских червів та 440 кільчастих червів.

## Іхтіофауна
Іхтіофауна України відрізняється великим різноманіттям. Риби в Україні представлені 63 родинами, 135 родами, що об'єднують більше 200 видів, 22 з яких акліматизовані. Вони населяють Чорне та Азовське моря, чисельні річки, озера, струмки, а також штучно створені людиною ставки, канали тощо.
У Чорному морі нараховують 170 видів суто морських риб, а враховуючи мешканців річок, що можуть зустрічатись у солонуватій воді, їх кількість досягає 180 — 190 видів. У Азовському морі — близько 115 видів.
У басейні Дунаю з морем, відомо приблизно 100 видів риб. Найбільш розповсюдженими є чорноморсько-азовський оселедець, карась, короп, лящ, сом і краснопірка. У басейні Дністра налічують 105 видів риб, у Південному Бузі — 75. У басейні Дніпра нараховують 61 вид, найчисленніші приблизно 20. Серед них тюлька, щука, плітка, в'язь, краснопірка, білий амур, білизна, лин, верховодка, плоскирка, лящ, синець, піскар, чехоня, карась, короп, білий та строкатий товстолоби, сом, судак, окунь, бички. У Сіверському Донці нараховують 45 видів риб, більшість з яких належить до родини коропових.

## Герпетофауна
Фауна земноводних нараховує не менш 20 видів, 7 з яких відносяться до ряду Хвостаті, 13 — до ряду Безхвості.
Фауна плазунів нараховує 23 види, з яких 22 вид відносяться до ряду Лускаті та 1 (європейська болотна черепаха) — до ряду Черепахи.

## Орнітофауна
У складі сучасної орнітофауни України налічують 424 види птахів, що належать до 21 систематичного ряду. В ряду горобцеподібних — 172 види, у рядах фламінгоподібних, папугоподібних, дрімлюгоподібних і одудоподібних — лише по 1 виду; численними є також ряди гусеподібних — 38 видів, соколоподібних — 35 видів, сивкоподібних — 79 видів.
Основу орнітофауни становлять близько 270 видів з регулярним гніздуванням у весняно-літній період, близько 140 видів трапляються взимку, з них майже 20 з'являються регулярно у значних кількостях на території всієї країни лише в осінньо-зимовий період. З гніздових близько 70 видів є осілими, решта — це перелітні птахи. Майже 40 видів птахів, переважно кулики, є пролітними, оскільки лише перетинають країну під час сезонних міграцій, зупиняючись для перепочинку і живлення. Понад 100 видів належать до залітних і потрапляють на територію України випадково (наприклад, дрізд Свенсона (Catharus ustulatus), поширений переважно в Північній Америці).
Статус перебування видів через різні причини може істотно змінюватись. В Україні протягом останніх 100 років стали гніздовими: гага, горлиця садова, сова бородата, дятел сирійський, плиска жовтоголова, очеретянка садова, вівчарик зелений, горобець чорногорудий. Разом з тим вже не гніздяться стерв'ятник, орел степовий. Внаслідок інтродукції до складу орнітофауни увійшли фазан та кеклик.

## Теріофауна
Загальний список фауни ссавців включає 132 види, у тім числі 13 адвентивних, 8 вимерлих або імовірно вимерлих і 6 сумнівно присутніх (фантомних). Базовий список фауни (без адвентивних та фантомних) включає 113 видів, а сучасна фауна (без вимерлих і фантомних) включає 116 видів. Загалом за сумою всіх даних за останні 2 століття (тобто включно з вимерлими і адвентивними) у складі фауни України відомо 80 родів ссавців.
Загальна кількість видів за рядами така: Soriciformes (Insectivora) — 14, Vespertilioniformes (Chiroptera) — 26, Caniformes (Carnivora) — 22, Leporiformes (Duplicidentata) — 3, Muriformes (Rodentia) — 52, Equiformes (Perissodactyla) — 2, Cerviformes (Artiodactyla) — 9, Delphiniformes (Cetacea) — 4.
Загальна кількість видів ссавців, що мають охоронний статус згідно з додатками до Бернської конвенції, становить 81 вид, у тім числі 45 видів — з додатку «2» та 36 видів — з додатку «3».

## Регіональна фауна
На території України — багато унікальних природних місцевостей, де мешкають рідкісні реліктові тварини.
Для лісової зони характерні лось, сарни, кабан, олень благородний, вивірка звичайна; є чимало лисиць і вовків. Зустрічаються бурий ведмідь, рись. З птахів найбільше тетеруків, рябчиків, глухарів, шпаків, синиць, дроздів, лелек. У степовій смузі водяться ховрахи, хом'яки, тушкани, польові миші, бабаки; з птахів — жайворонок, перепілка, рожевий шпак, степовий орел.
Деяких хутрових звірів — нутрія, візон («американська норка»), ондатра тощо — завезено з інших районів, і вони добре акліматизувалися.
Дуже різноманітний тваринний світ на Азово-Чорноморському узбережжі в дельтах річок. Особливо багато птахів — мартини, норці, качки, чаплі, бугаї, пелікани, чайки, баклани.
У Чорному та Азовському морях є осетер, скумбрія, ставрида, кефаль, оселедці, бички. У річках, озерах і штучних водоймах водяться окунь, лящ, судак, щука, карась, короп, у карпатських річках є форель.
Унікальною є фауна Криму. На Південному березі Криму та гірській частині півострова, де кліматичні умови близькі до Середземномор'я, поширені такі тварини як кримська і скельна ящірки, полоз леопардовий, соловейко південний, чорний гриф, олень благородний, муфлон.
Унікальним є фауністичний комплекс Придінців'я, поширений в басейні річки Сіверський Донець, особливістю якого є фауна великої серії заплавних озер стариць, фауна заплавних лісів і заплавних лук, фауна піщаних арен, фауна байраків, включаючи байрачні ліси і лучні ділянки в розлогих вершинах байраків.
На території України також поширені мисливські тварини — копитні, хутряні, а також перната дичина. У заповідно-мисливських господарствах, що є практично у всіх областях України, організовується полювання на лося, оленя, дикого кабана, зайця, лисицю, диких гусей, качок тощо.

## Охорона тваринного світу
В Україні створено 11 національних природних парків, 4 біосферні заповідники, 16 природних заповідників, численні дендропарки, є багато пам'яток садово-паркового мистецтва. Найвідомішими є Асканія-Нова (Херсонська область, кінець XIX ст.), Шацький національний природний парк (Волинська область), дендрологічні парки — «Софіївка» (Черкаська область), «Олександрія» (Київська область), Тростянецький дендропарк (Чернігівська область), а також пам'ятки природи — Скелі Довбуша на Івано-Франківщині і Львівщині, Кам'яні Могили в Донецькій і Запорізькій областях, Великий каньйон Криму.

## Тварини, які зникли з фауни України

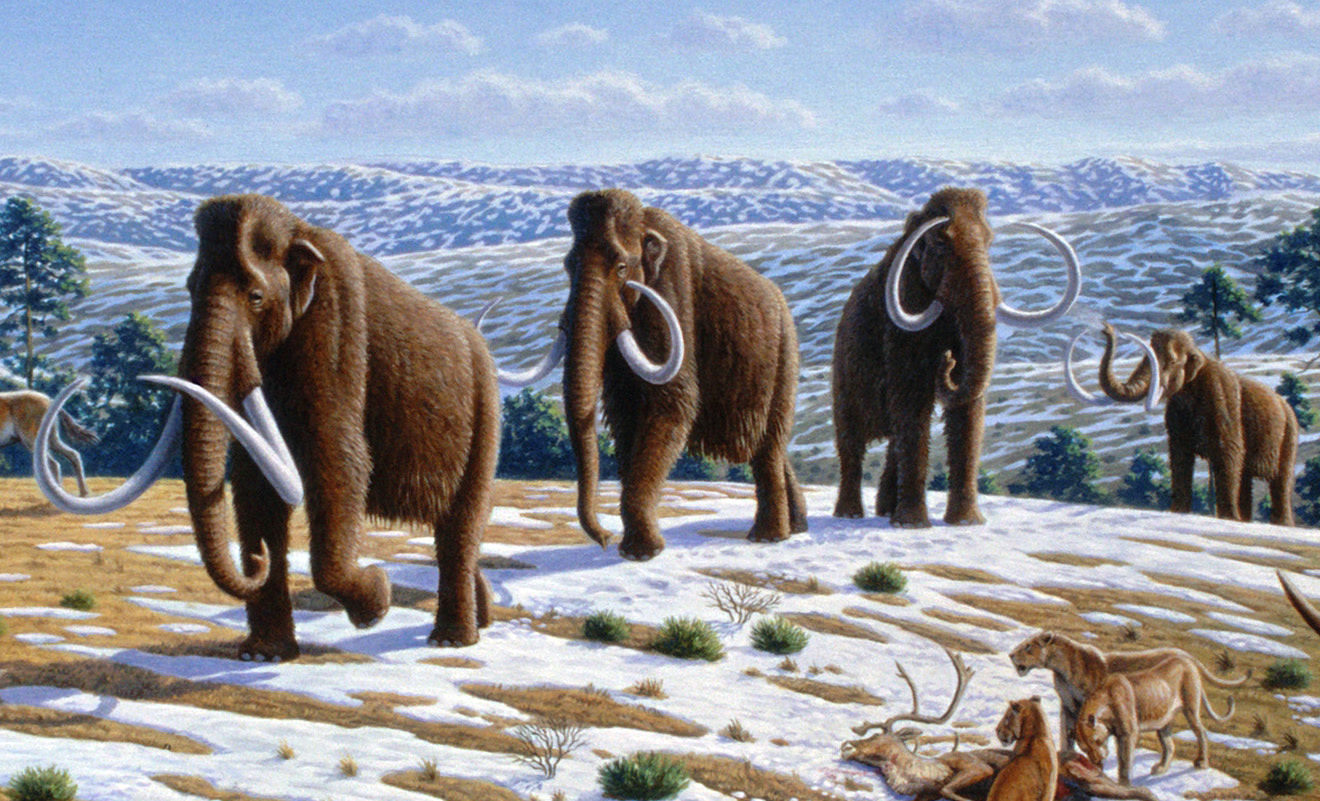
«Мамути йдуть» (реконструкція)

Ссавці і птахи, що вимерли в неогені
- із ссавців: Макак, гіпаріон (трипалий кінь), хілотерій (безрогий носоріг), самотерій,
- з птахів: марабу, фламінго, страус.

Ссавці і птахи, що вимерли в антропогені
- унгуляти: Олень велетенський, мамут, північний олень, носоріг волохатий,
- хижі: гієна плямиста, ведмідь печерний, лев печерний.

Ссавці, зниклі за останнє тисячоліття: Переважно зміни торкнулися мисливської фауни, насамперед копитних.
- унгуляти: Тур (бик первісний), скельниця гірська, сайгак, кулан, тарпан (кінь дикий),
- інші групи: росомаха, довгокрил звичайний, політуха, бабак альпійський.